# Eunice Williams
Eunice Williams, född 1696, död 1785, var en engelsk nybyggare, uppmärksammad för sitt livsöde och liv bland mohawkstammen. Hon är även känd under namnen Marie, Maria, Marguerite, Margarett, Gannenstenhawi, Ouangote, Aongote, och Gonˀaongote.

## Biografi
Eunice Williams var dotter till John Williams och Eunice Mather i Deerfield, Massachusetts. År 1703 förstördes Deerfield av en räd av fransmännen under Jean-Baptiste Hertel de Rouville och deras allierade, irokeserna, och en byborna dödades eller tillfångatogs. Hennes far frigavs av fransmännen, men Williams fördes till mohawkindianerna i Sault-Saint-Louis, som inte ville lämna tillbaka henne. 
Både franska och brittiska myndigheter försökte upprepade gånger utverka hennes frigivande, men misslyckades. Johannes Schuyler besökte henne år 1713, och kunde rapportera att hon hade döpts till katolik med namnet Marguerite, gift sig med en indian vid namn Arosen (François-Xavier), tillägnat sig mohawkernas språk och livsstil, och tillfrågad svarat att hon inte ville återvända. 
Hennes far träffade henne vid två tillfällen hos mohawk, och själv besökte hon också sin familj i Massachusetts tillsammans med sin make och barn. Hennes besök i Longmeadow i Massachusetts 1740 uppmärksammades stort då hon hade utmålats som en slags hjältinna i lokal folklore. Hon gjorde ännu ett besök 1761, men vägrade varje gång att slå sig ned där. I enlighet med de matrilinjära seden hos mohawk, behöll hennes avkomlingar namnet Williams: hennes sonson var hövdingen Tehoragwanegen Williams.